# アーノルド・ジェイコブス
アーノルド・ジェイコブス（Arnold Jacobs,1915年6月11日 - 1998年10月7日）は、アメリカ合衆国のチューバ奏者、教育者。1944年から1988年の引退までシカゴ交響楽団の首席チューバ奏者を務めた。

## 経歴
ペンシルベニア州フィラデルフィア出身。
15歳でフィラデルフィアのカーティス音楽院に入学。1936年に同大学を卒業した後、インディアナポリス交響楽団、ピッツバーグ交響楽団、オール・アメリカン・ユース・オーケストラにてチューバ奏者を務める。1944年から1988年に引退するまで、シカゴ交響楽団の首席チューバ奏者を務めた。シカゴ交響楽団在籍中、ダニエル・バレンボイム指揮の元でヴォーン・ウィリアムズのチューバ協奏曲を録音している。
世界中で講演や吹奏楽のクリニックを行っており、1977年と1985年のシカゴ交響楽団の日本ツアーの際は、東京でもクリニックを行っている。
1998 年10月7日、83歳で死去。